# 安井仲治
安井 仲治（やすい なかじ、1903年12月15日 - 1942年3月15日）は、戦前の関西のアマチュア写真家の1人。関西で活動した。

## 経歴
1903年大阪市に安井洋紙店の長男として生まれ、裕福な家庭に育った。
安井は明星商業学校に通っていた頃、学校の友人たちと詩や短歌などの文筆に取り組んでいた。安井が卒業後に同級生たちと作った同人誌には安井が当時書いた漢詩や戯曲が掲載されている。また、東京で平和博（1922年の平和記念東京博覧会）を見た感想を少しシニカルに綴った文章なども掲載されている。10代の頃にこのような活動と並行しながらカメラにのめり込んでいくなど、このような幅広い表現を仲間うちで楽しむ文化のなかで、安井の感性は育っていったのではないかと評されている。
1922年には、浪華写真倶楽部に入会。その後、研展も含めて、繰り返し、写真展で入選を果たし、また、18歳の頃に入会した関西の名門・浪華写真倶楽部でも、代表格のメンバーとして活躍し、若くして関西写壇に欠かせない写真家となった。1928年には「銀鈴社」結成、1930年には「丹平写真倶楽部」参加。安井の作品は、多彩を極め、初期のピクトリアリスムから、ストレートフォトグラフィ、フォトモンタージュ、街角のスナップにまで及ぶ。枠にとらわれない自由な撮影対象の選択をし、それに対応しうる確実な撮影技術をもっており、その中で、技巧に走らない、人間的な作品を数多く残した。
なお、森山大道が、安井を敬愛していた（森山には『仲治への旅』という写真集がある）。また、土門拳も、安井を評価していたという。
1940年、杉原千畝在リトアニア領事の発行した通過ビザによりバルト三国のポーランド系ユダヤ人難民が、アメリカに渡るため神戸に一時滞在していた（河豚計画も参照）。ナチスによる迫害を受けたユダヤ人の多くは、ヨーロッパを脱出して上海に定住していたが、1939年9月に上海市がユダヤ人に対する制限を条例化したため、上海ではなく、シベリア鉄道からウラジオストク経由で日本へ避難するルートができ、1940年5月頃に第1陣が神戸に到着したと言われている。元々、神戸は外国人の多い町だったが、ユダヤ人が定住するようになったのは、第1次世界大戦後の頃からで、大半はロシア系のユダヤ人だった。当時はごく小さな共同体で、1940年の時点では50家族くらいしかいなかったという。それが、突然千人規模でユダヤ人難民が流入してきたので、当時の日本の新聞や雑誌では大きく取り上げられていた。安井がこのユダヤ難民に興味を持った理由は不明だが、おそらくは大量のマスコミ報道によるものだろうと推測されている。
1941年3月15日と16日、安井の発案で、丹平写真倶楽部の仲間だった椎原治、田淵銀芳、河野徹、手塚粲（漫画家・手塚治虫の父）川崎亀太郎ら5人とともに彼らを撮影、共同で「流氓ユダヤ」シリーズとして発表した。全22点が出品され、うち6点が安井の手によるものである。日中戦争長期化の影響により、次第に経済統制・文化統制が厳しくなっていく中で、自由に撮影できる最後の機会と安井は考えていたのではないかと推察する論もある。
この撮影会が終わって、その写真展の巡回が終了した1941年の夏ころ、安井は視界がゆがむ症状を訴えて病院で検査したところ、腎臓に問題があることがわかり、以後、自宅で静養する生活が続いた。無理を押して大阪朝日新聞社講堂で「写真の発達とその芸術的諸相」(1941年10月18日、「新体制国民講座」朝日新聞社主催) を講演したのが、公に出た最後の活動で、12月には神戸市の甲南病院に入院、翌1942年3月15日、腎不全のため、同病院にて、38歳の若さで死去した。

## 代表作
- 「流氓（るぼう）ユダヤ」シリーズ
- 「山根曲馬団」のシリーズ
- 「水」、「斧と鎌」など

## ギャラリー

### 流氓ユダヤ

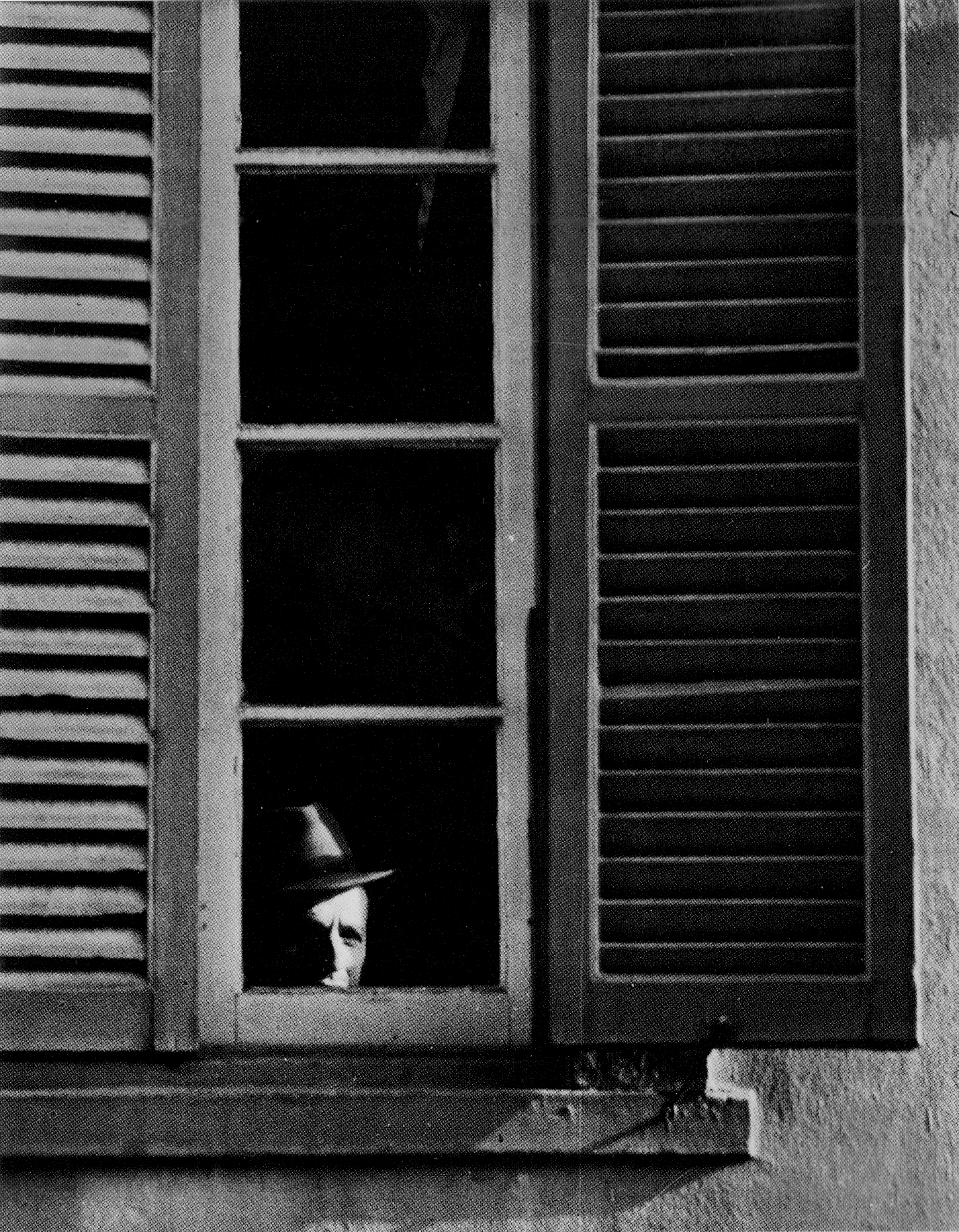
『窓』
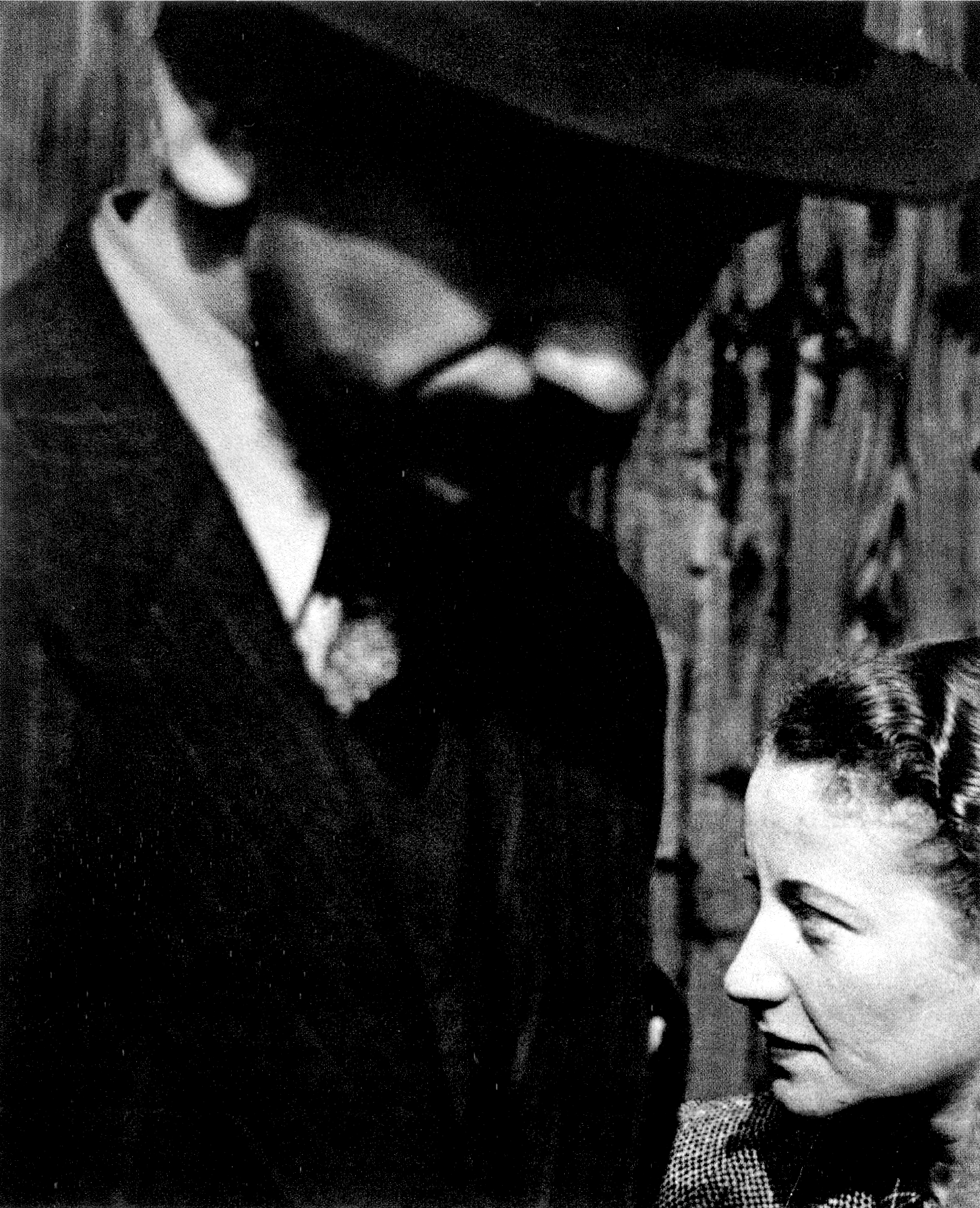
題名不詳
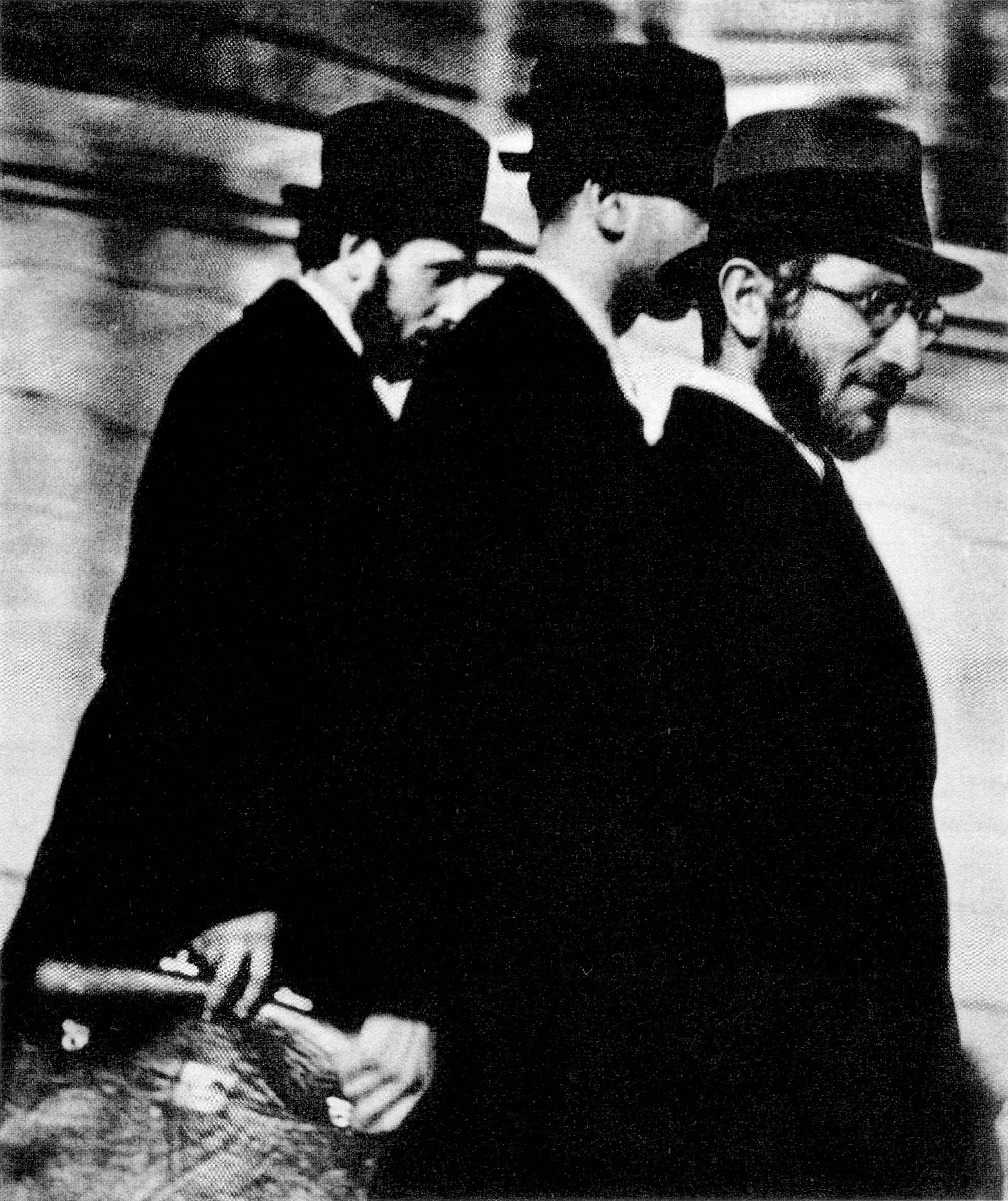
『三人』[注 2]
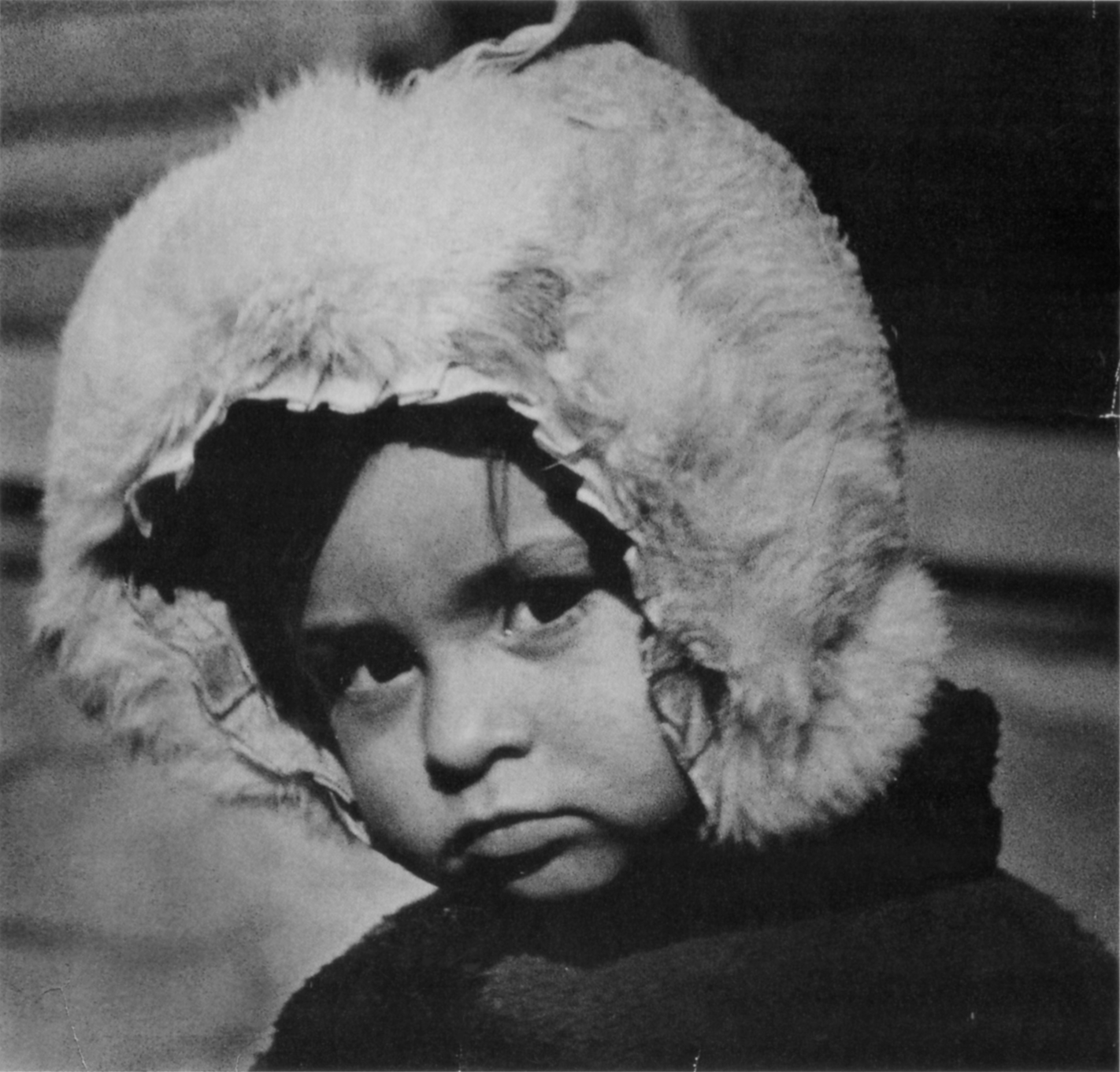
『子ども』
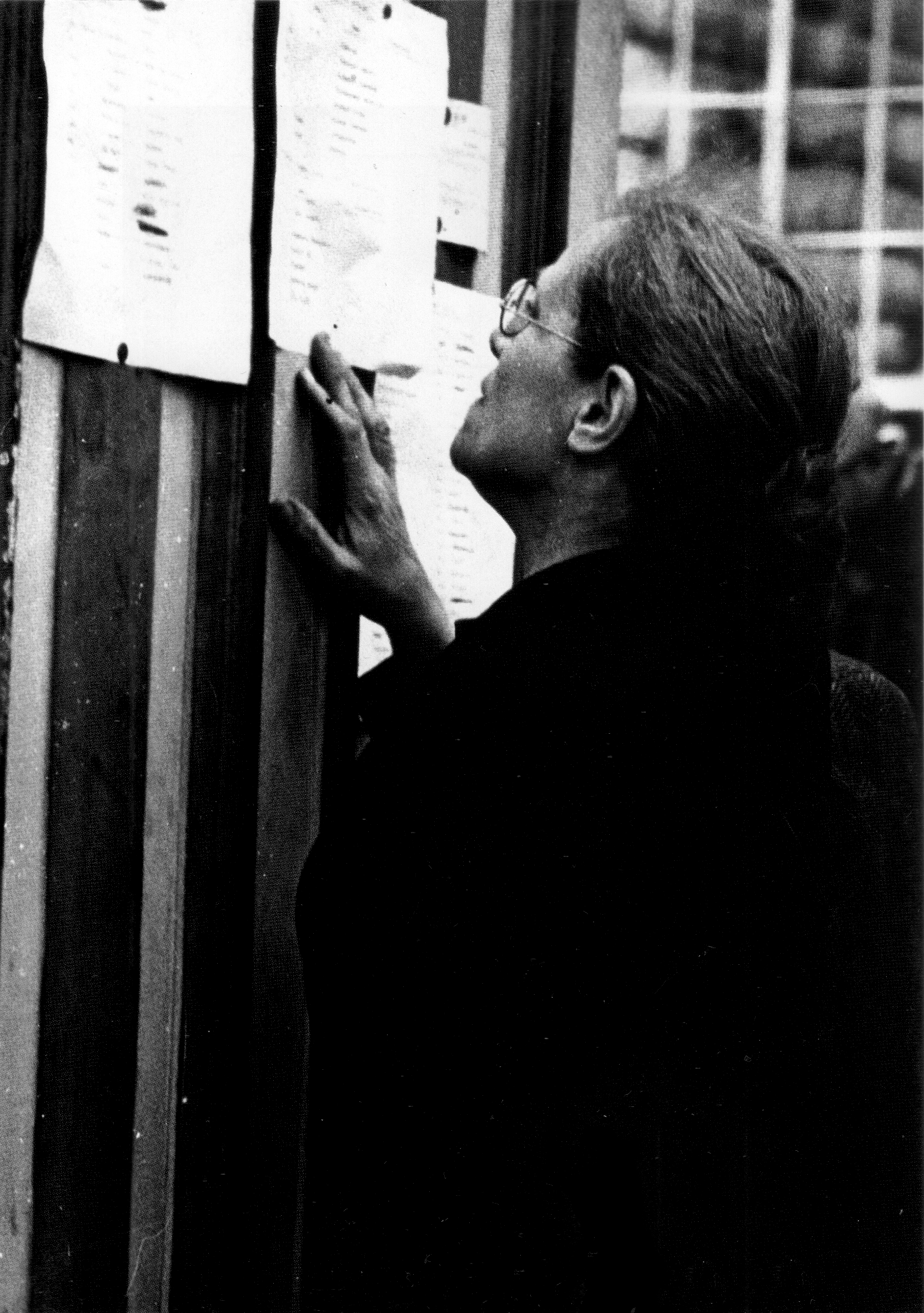
『告示』

### 山根曲馬団

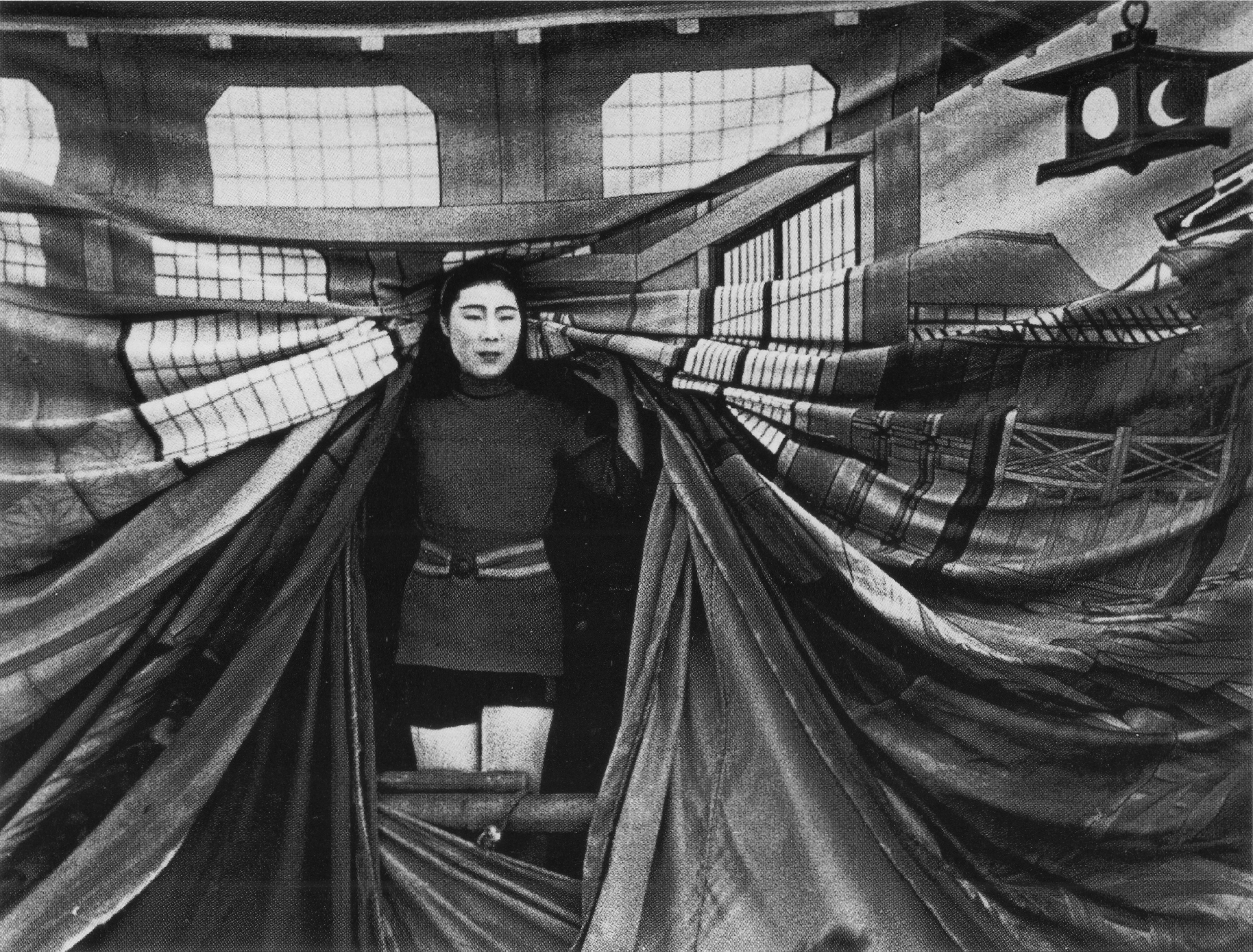
題名不詳
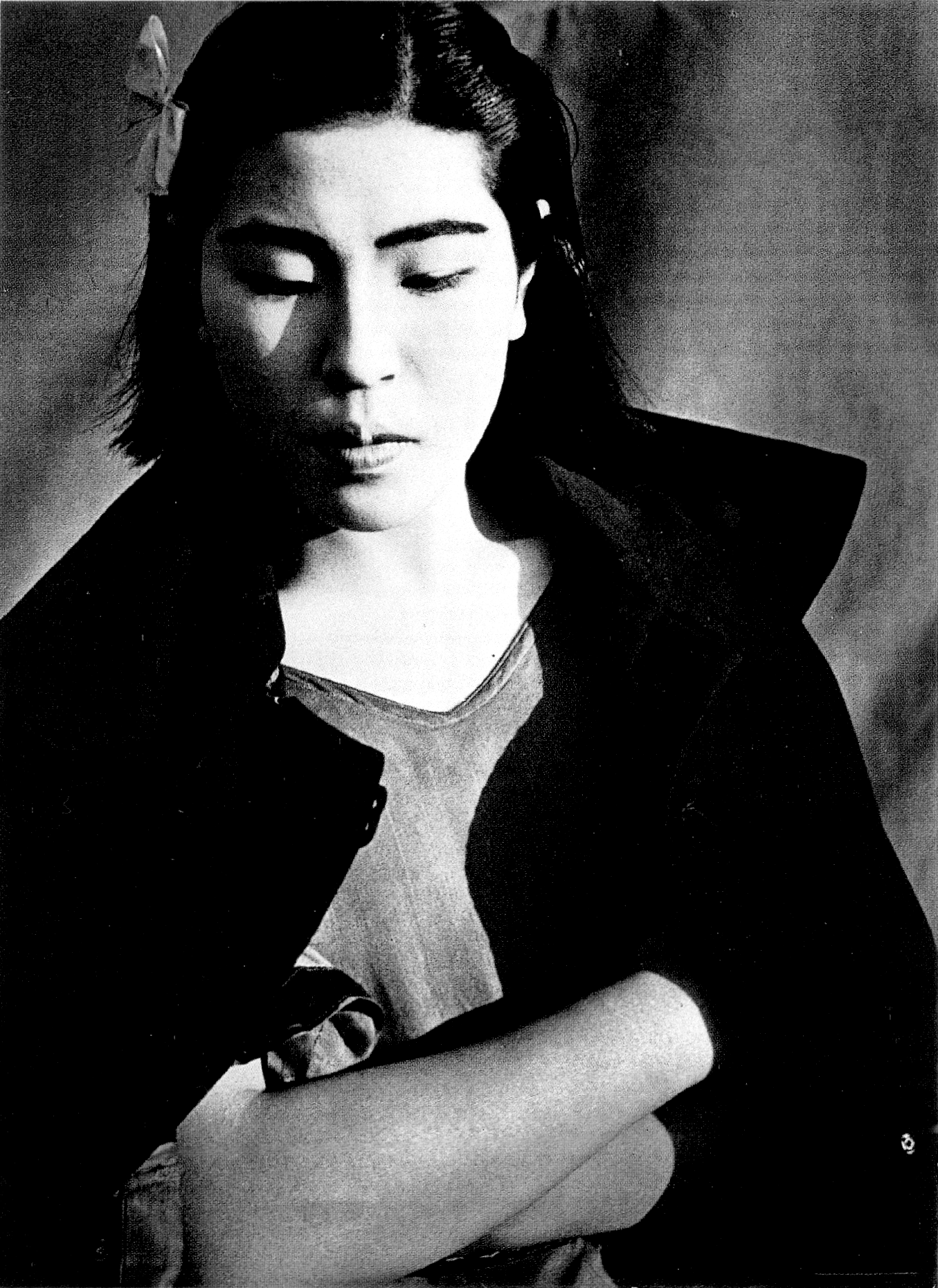
題名不詳
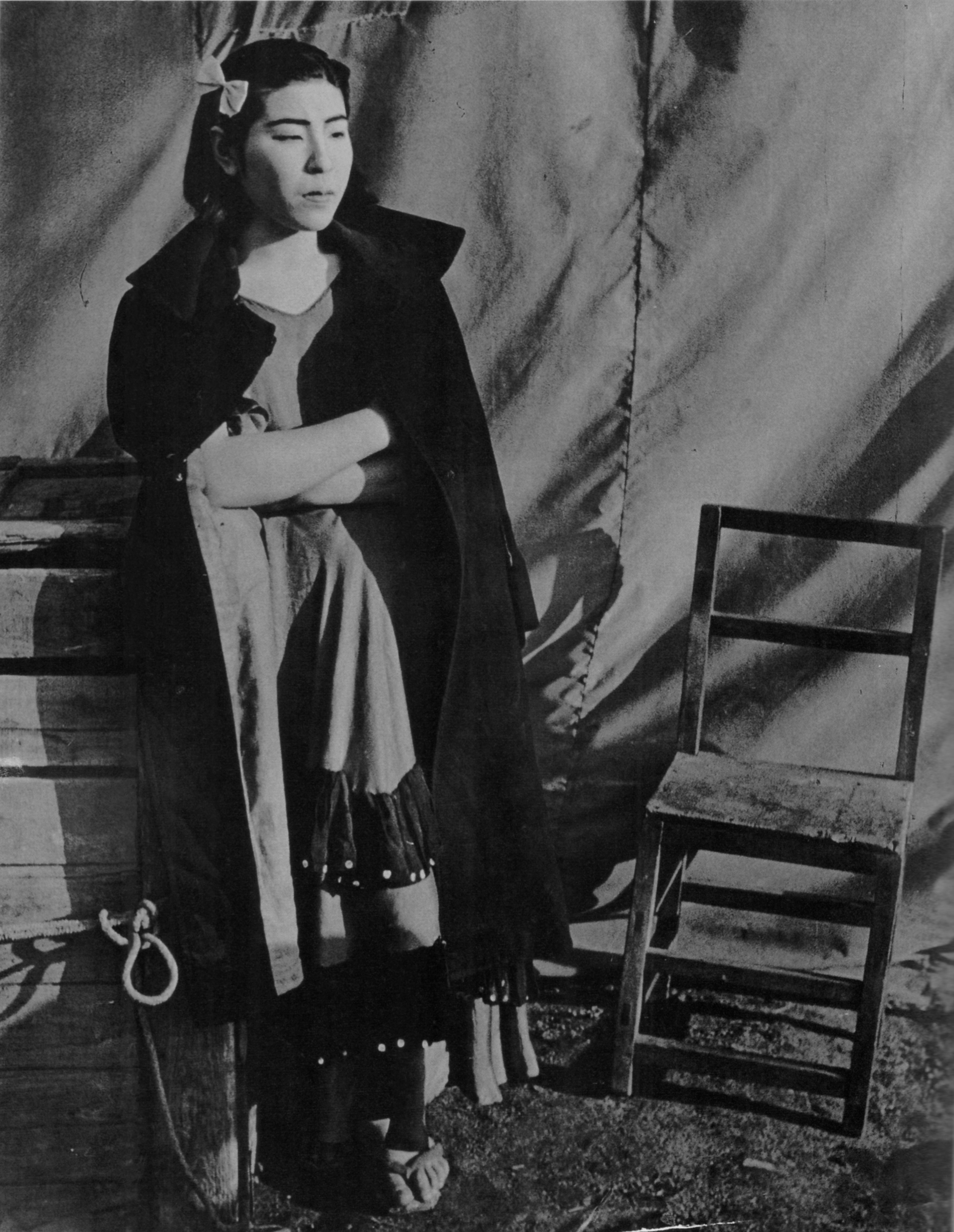
題名不詳
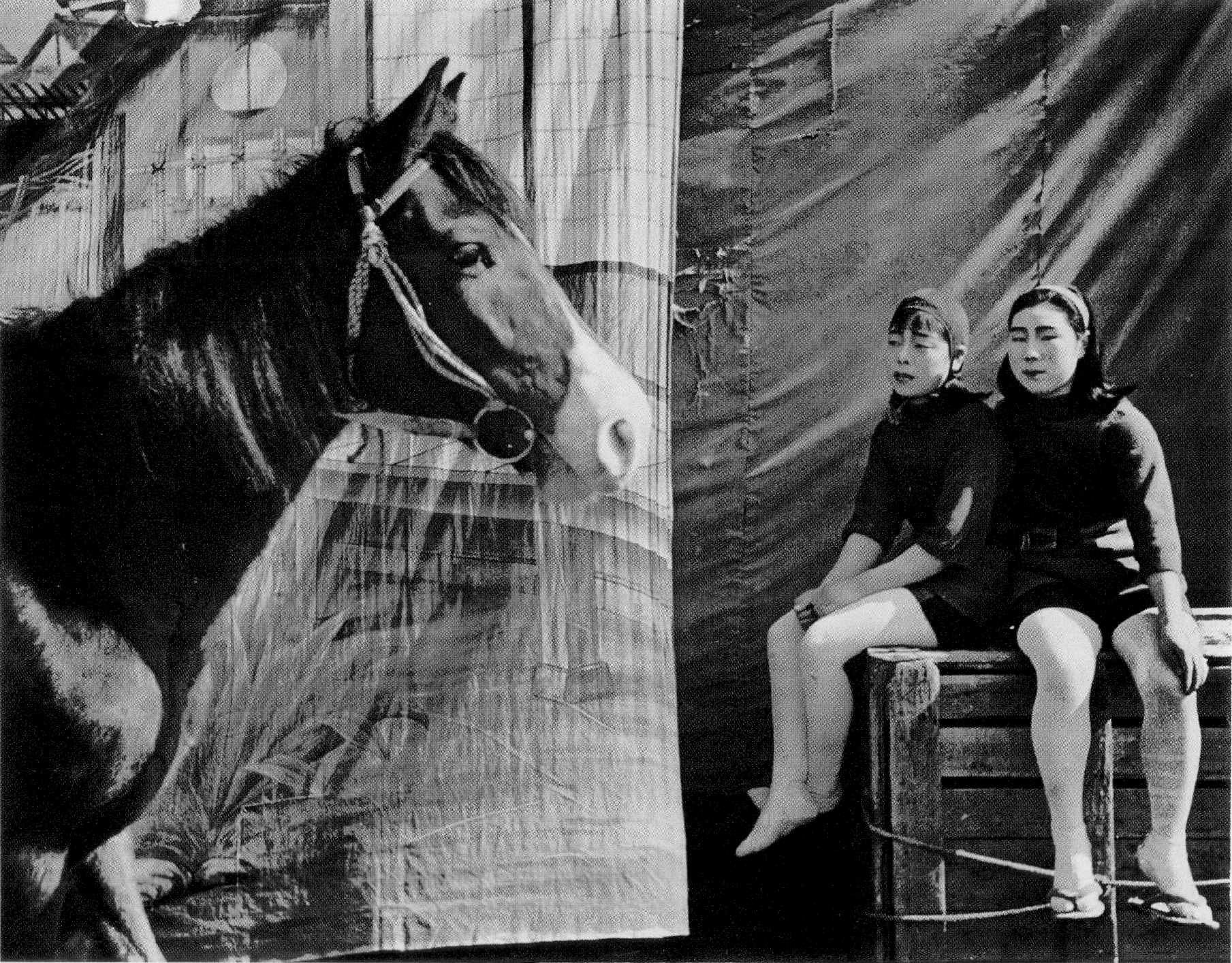
題名不詳
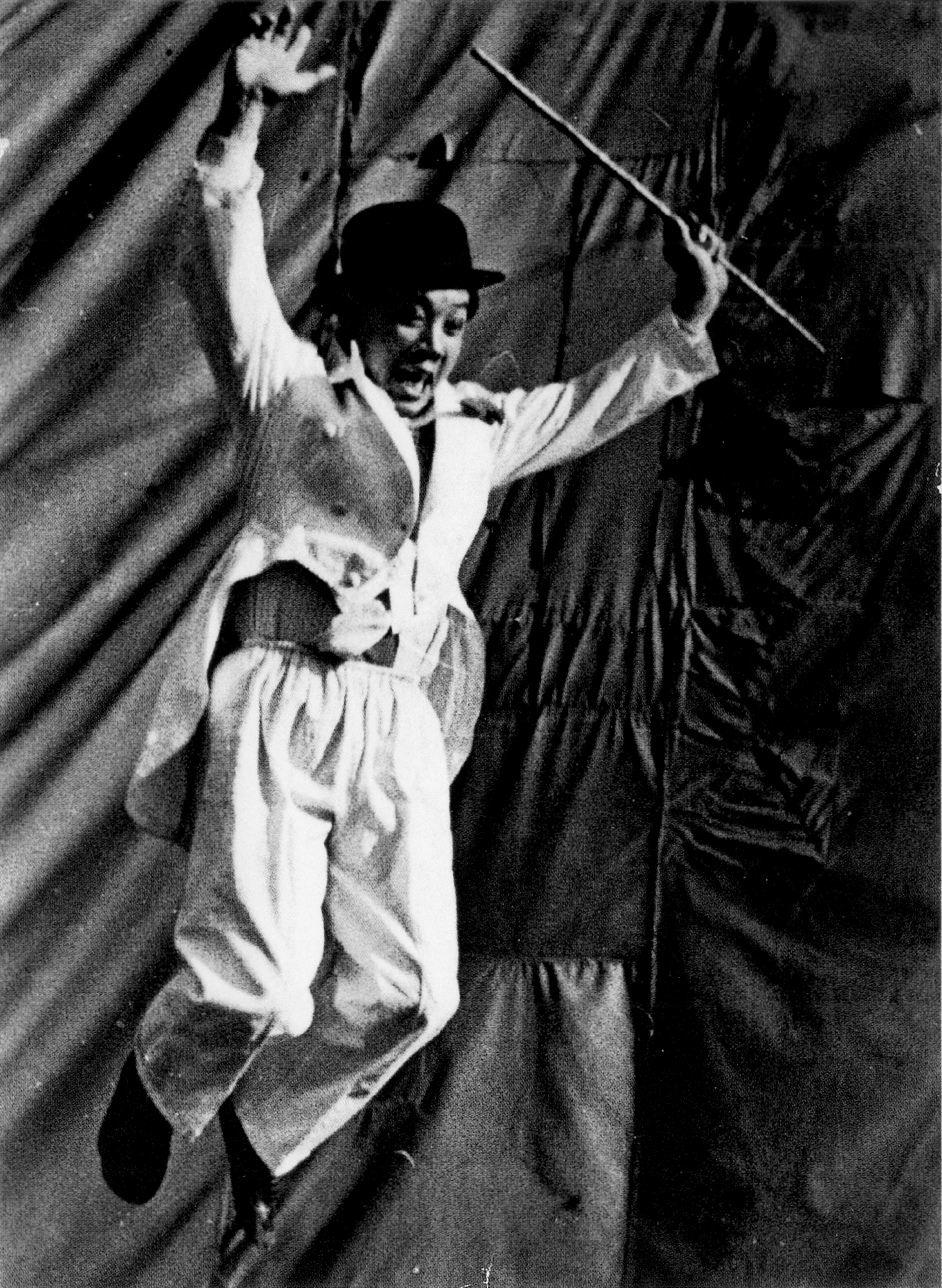
題名不詳

### その他

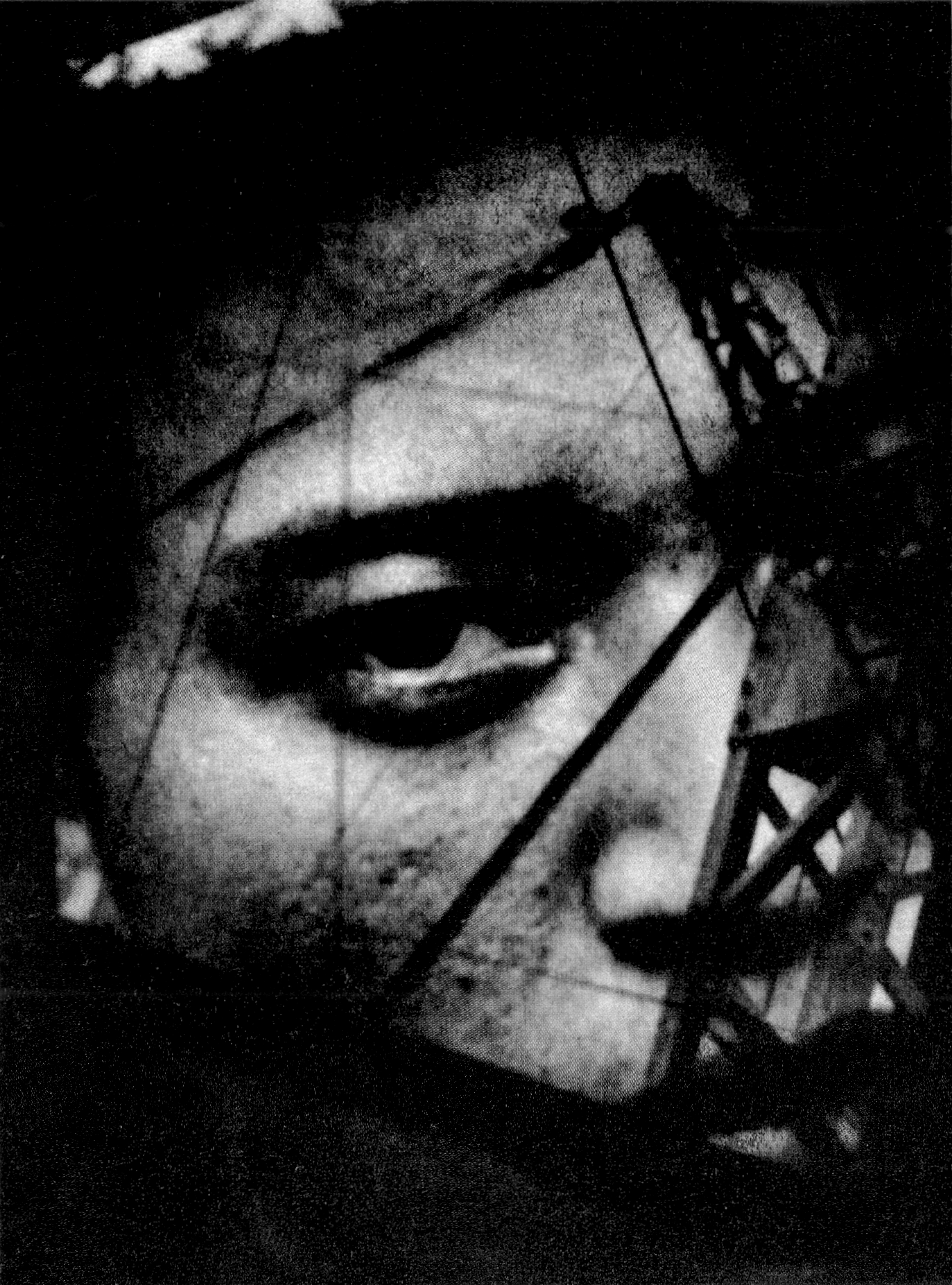
『凝視』（1930年）[注 3]
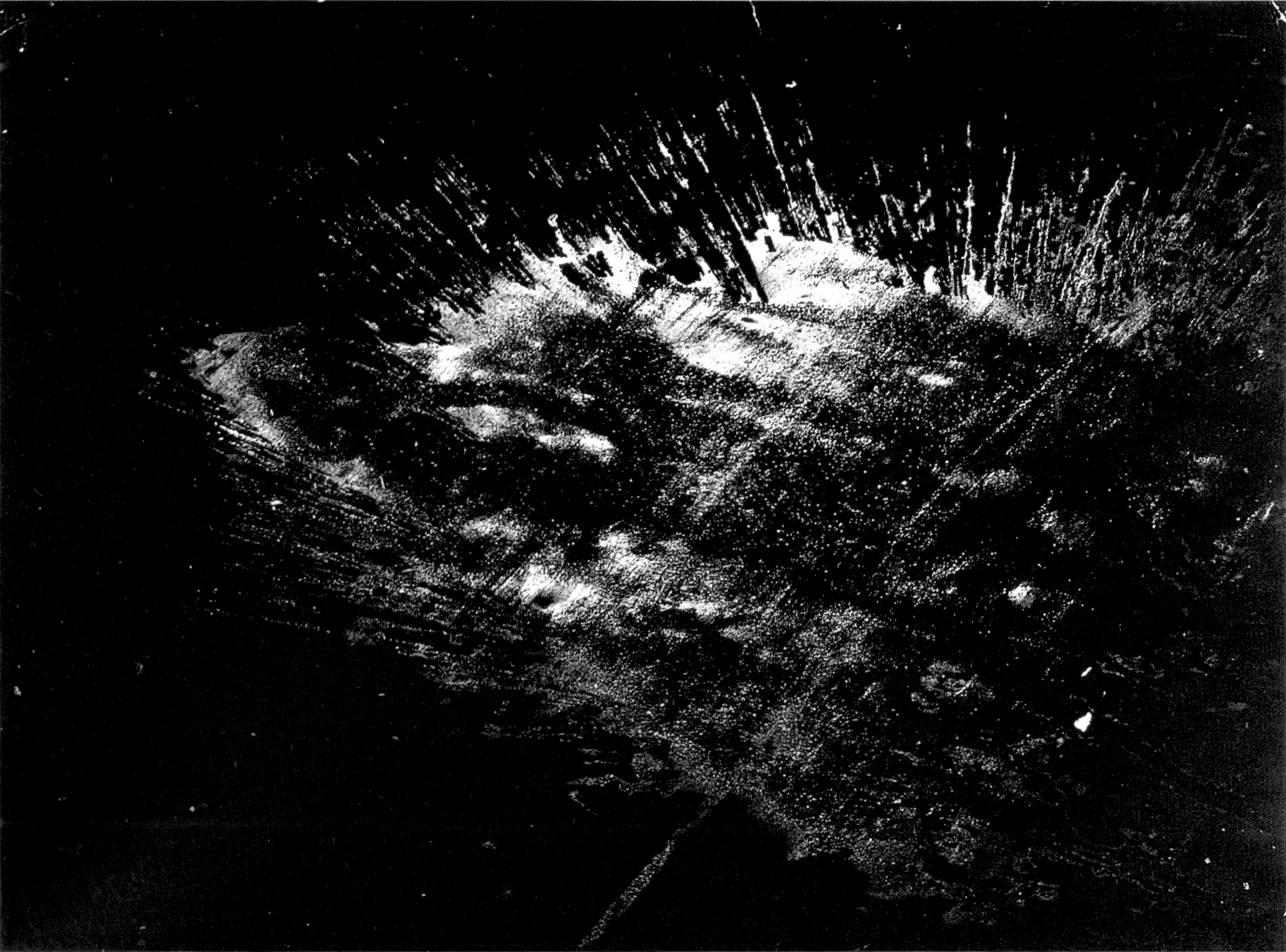
『水』（1931年）
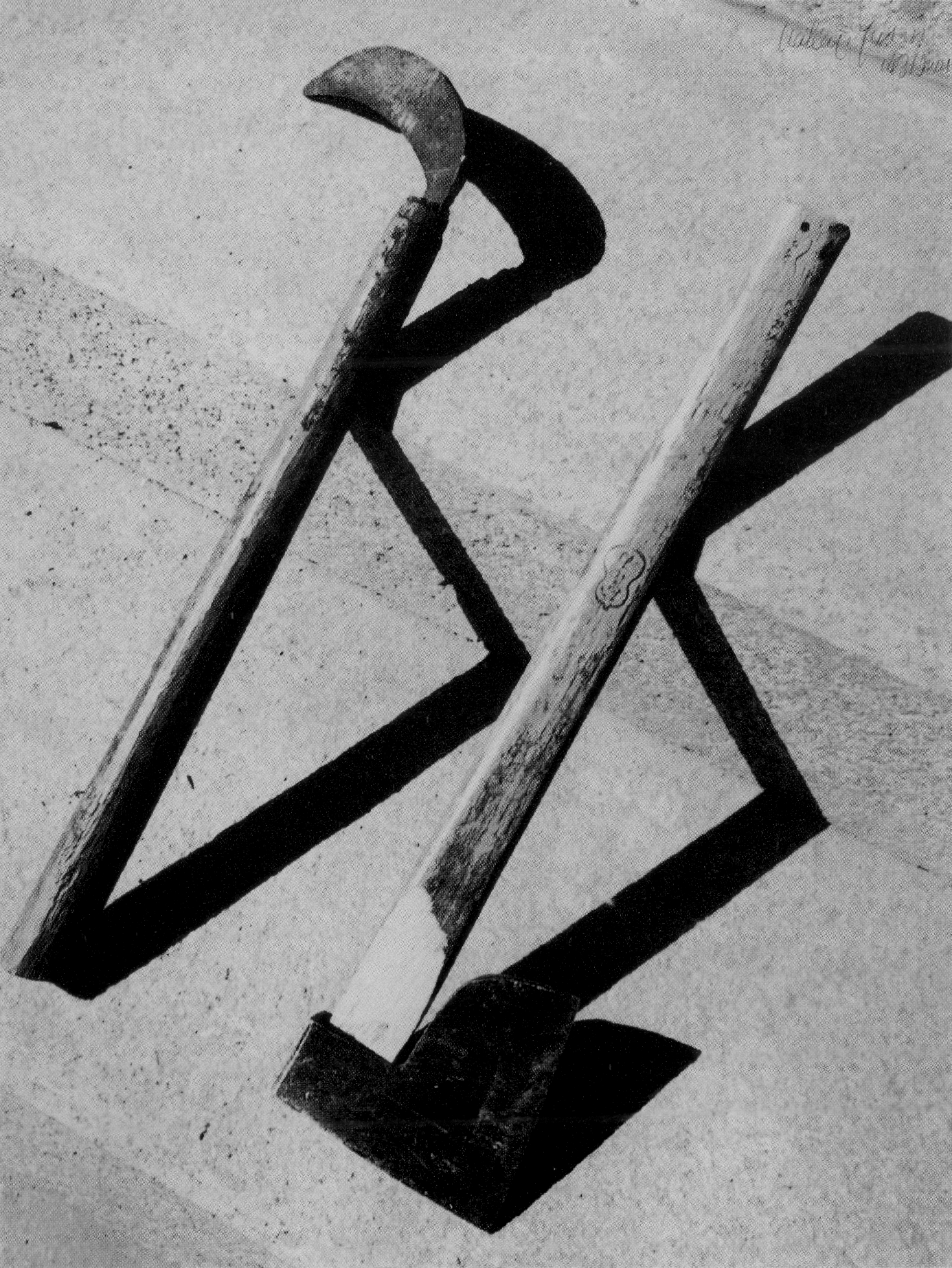
『斧と鎌』（1931年）
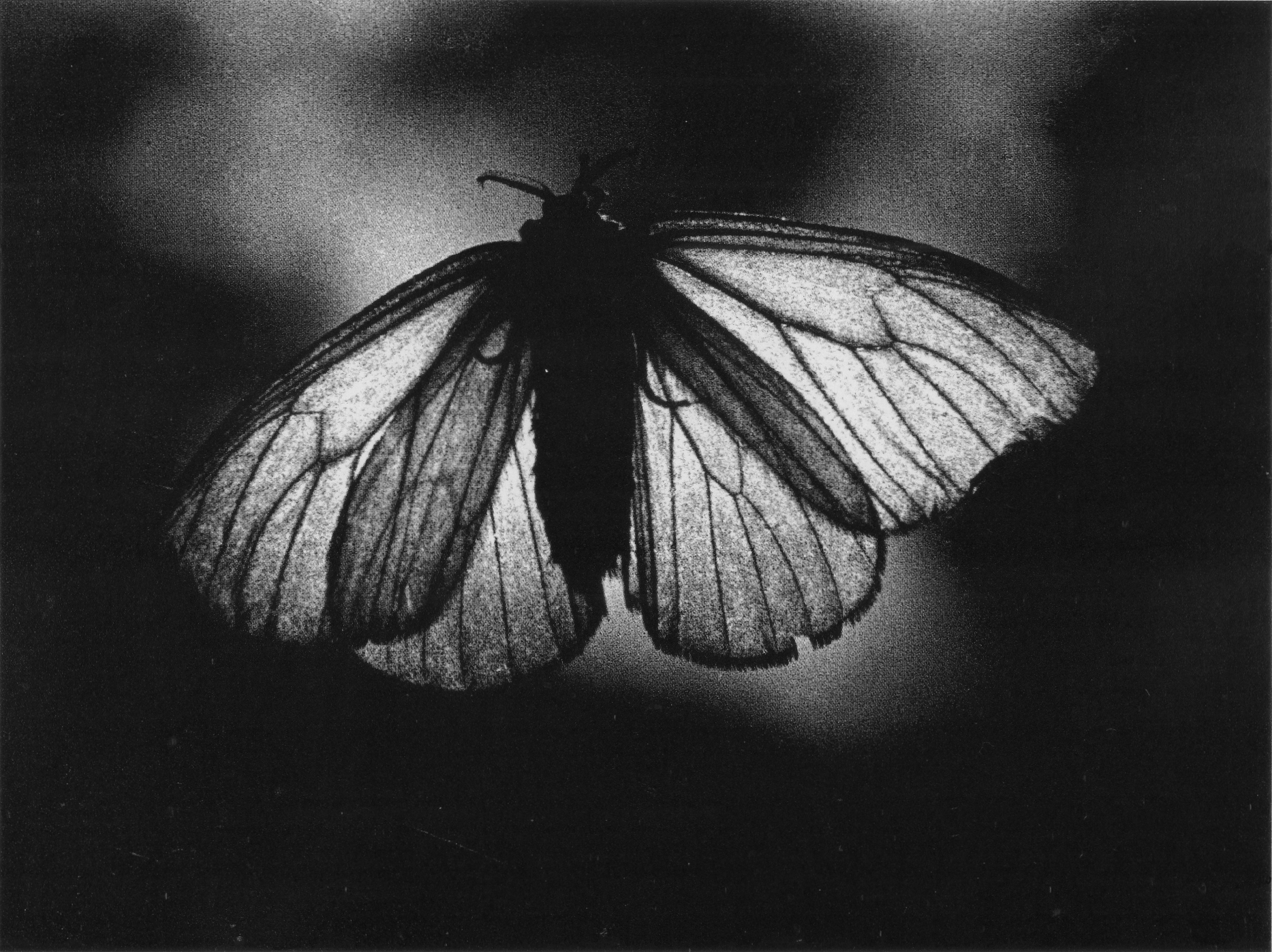
『蛾』（1934年）
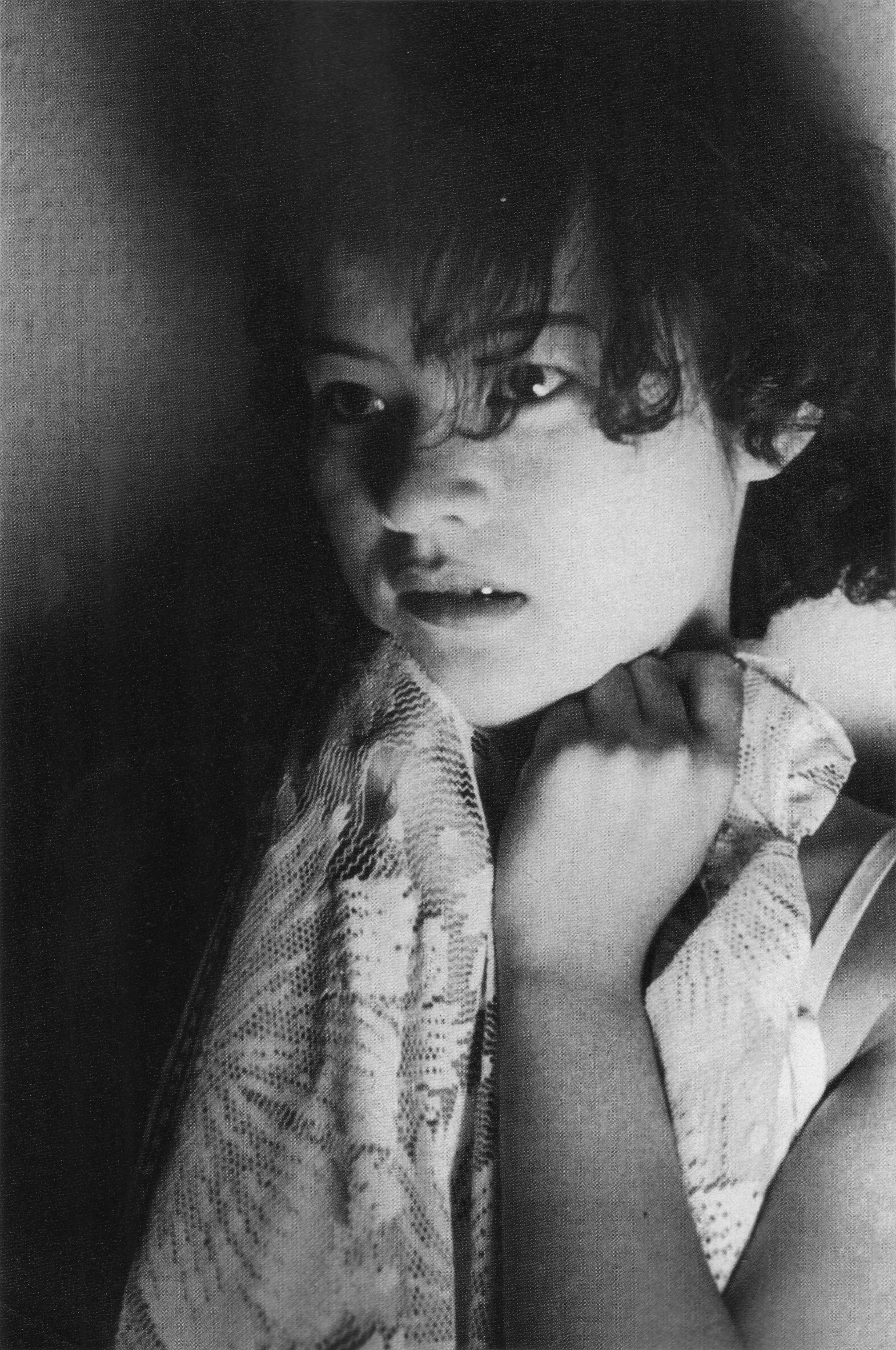
題名不詳（1938年頃）[注 4]
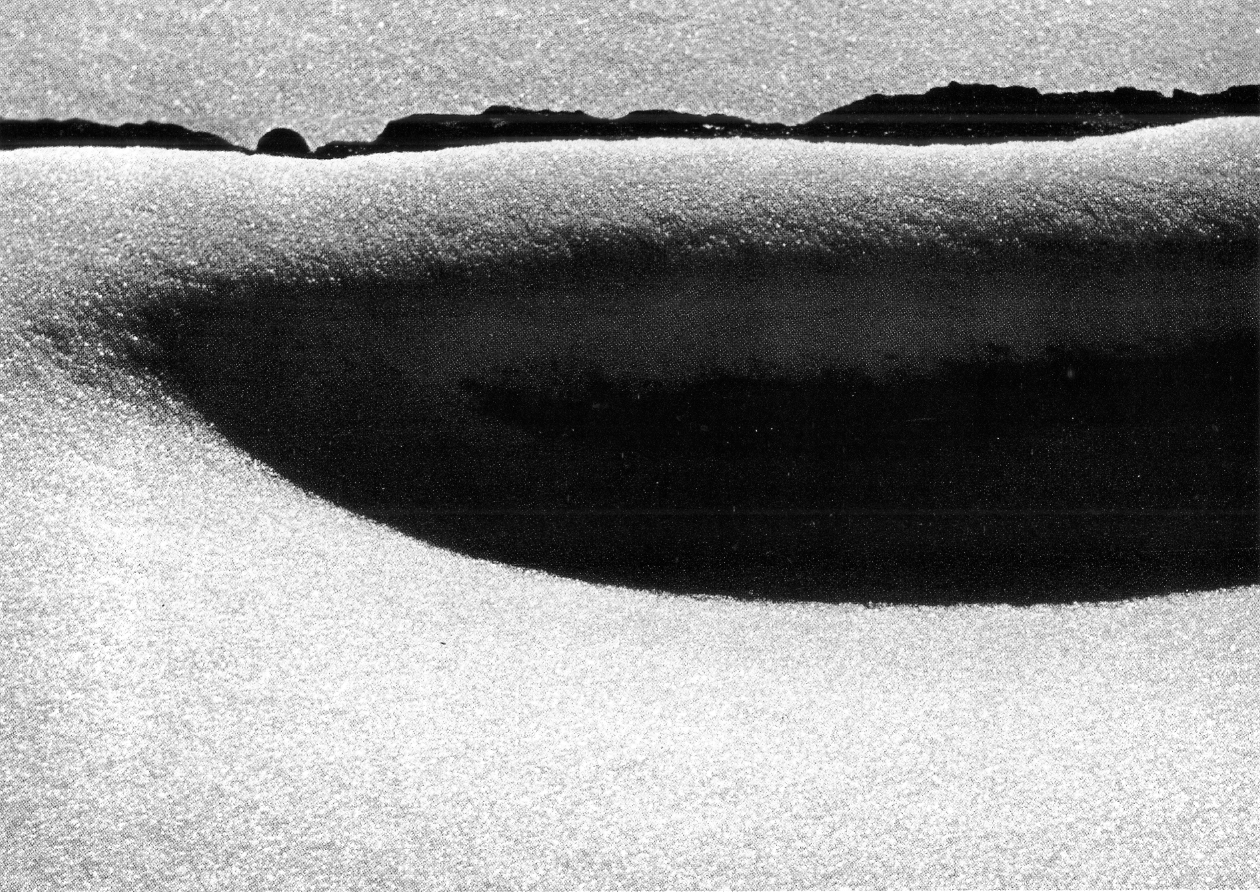
『雪』（1940年）[注 5]

## 日本における主要展覧会
- 安井仲治展／兵庫県立近代美術館・西武百貨店コンテンポラリーアートギャラリー／1987年
- 安井仲治展／ワタリウム／1993年
- 安井仲治展／渋谷区立松濤美術館・名古屋市美術館／2004年～2005年
- 安井仲治 写真展 1930-1941（2011年6月6日 ～ 2011年7月31日、写大ギャラリー (東京工芸大学･中野キャンパス内)、）写大ギャラリーのページ（モノクロ作品（モダン・プリント）約30点）
- 生誕120年　安井仲治／愛知県美術館・兵庫県立美術館・東京ステーションギャラリー／2023〜2024年[3]

## 安井仲治が好きな写真家・嫌いな写真家
出席者は、上田備山、延永実、岩浅貞雄、徳田誠一郎、木村勝正、川崎亀太郎、平井輝七、榎本英一、河野徹の9名（安井本人の肖像写真も掲載されている）
- 好きな写真家
- 福原信三、ムンカッチ、ミゾンネ（上田発言）
- レルスキー（木村発言）
- 嫌いな写真家
- 尾崎三吉、ヴォルフ（上田発言）

### 注
1. ↑  「当時少年であった手塚治虫もこの時同行していた」という説もあったが、手塚の実弟の手塚浩によれば、一連の撮影に連れていかれたのは自分であると証言している[7]。
2. ↑  太平洋戦争の戦災によりネガが焼失しており、ヴィンテージプリントも存在しない[9]。安井の死から4か月半後、丹平写真倶楽部の関係者が編集して発行された『安井仲治写真作品集』(1942年8月1日発行) からの複写。[10]
3. ↑  太平洋戦争の戦災によりネガが焼失しており、ヴィンテージプリントも存在しない[11]。安井の死から4か月半後、丹平写真倶楽部の関係者が編集して発行された『安井仲治写真作品集』(1942年8月1日発行) からの複写。[12]
4. ↑  東京都写真美術館では『恐怖』のタイトルで紹介されている。
5. ↑  太平洋戦争の戦災によりネガが焼失しており、ヴィンテージプリントも存在しない[13]。『安井仲治写真作品集』(1942年8月1日発行) からの複写[13]。